# Župnija Ljubljana - Kašelj/Zalog
Župnija Ljubljana - Kašelj/Zalog je rimskokatoliška teritorialna župnija Dekanije Ljubljana - Moste Nadškofije Ljubljana.
Župnijska cerkev je Cerkev angelov varuhov v Zalogu. V župniji je tudi podružnična cerkev sv. Andreja v Kašlju.

## Zgodovina
Župnija je bila ustanovljena 28. decembra 1975 z odcepitvijo od Župnije Ljubljana - Polje.